# Solomon G. Haven

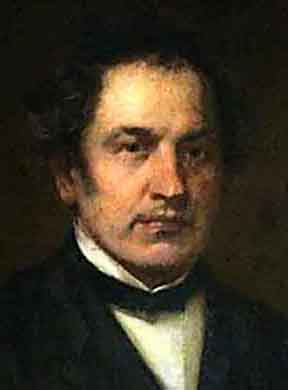
Solomon G. Haven

Solomon George Haven (* 27. November 1810 im Chenango County, New York; † 24. Dezember 1861 in Buffalo, New York) war ein US-amerikanischer Politiker. Zwischen 1851 und 1857 vertrat er den Bundesstaat New York im US-Repräsentantenhaus.

## Werdegang
Solomon Haven besuchte die öffentlichen Schulen seiner Heimat. Außerdem erhielt er für die Studien der Klassik Privatunterricht. Später erwarb er sich auch einige medizinische Grundkenntnisse. Nach einem anschließenden Jurastudium und seiner 1835 erfolgten Zulassung als Rechtsanwalt begann er in Buffalo in diesem Beruf zu arbeiten. Dabei wurde er einer der Partner in der Kanzlei des späteren Präsidenten Millard Fillmore. Außerdem wurde er Urkundsbeamter (Commissioner of Deeds). Zwischen 1844 und 1846 übte Haven das Amt des Bezirksstaatsanwalts im Erie County aus; von 1846 bis 1847 war er Bürgermeister von Buffalo. Politisch schloss er sich der Whig Party an.
Bei den Kongresswahlen des Jahres 1850 wurde Haven im 32. Wahlbezirk von New York in das US-Repräsentantenhaus in Washington, D.C. gewählt, wo er am 4. März 1851 die Nachfolge von Elbridge G. Spaulding antrat. Nach zwei Wiederwahlen konnte er bis zum 3. März 1857 drei Legislaturperioden im Kongress absolvieren. Ab 1855 war er dort als Vertreter der kurzlebigen Opposition Party. Seine Zeit als Abgeordneter war von den Ereignissen im Vorfeld des Bürgerkrieges geprägt. Im Jahr 1856 wurde er nicht wiedergewählt.
Nach dem Ende seiner Zeit im US-Repräsentantenhaus praktizierte Solomon Haven wieder als Anwalt. Im Jahr 1860 strebte er erfolglos die Rückkehr in den Kongress an. Er starb am 24. Dezember 1861 in Buffalo, wo er auch beigesetzt wurde.